# 船穂ジャンクション
船穂ジャンクション（ふなおジャンクション）は、岡山県倉敷市船穂にある、玉島バイパスのJCT。

## 道路
- 倉敷福山道路（国道2号玉島バイパス）
- 玉島インター連絡道路（岡山県道54号倉敷美袋線バイパス、自動車専用道路）

## 接続する道路
- 岡山県道54号倉敷美袋線
- 岡山県道60号倉敷笠岡線

## 隣
玉島バイパス
船穂ランプ - 船穂JCT - 玉島長尾ランプ